# Josep Maria Martínez Lozano

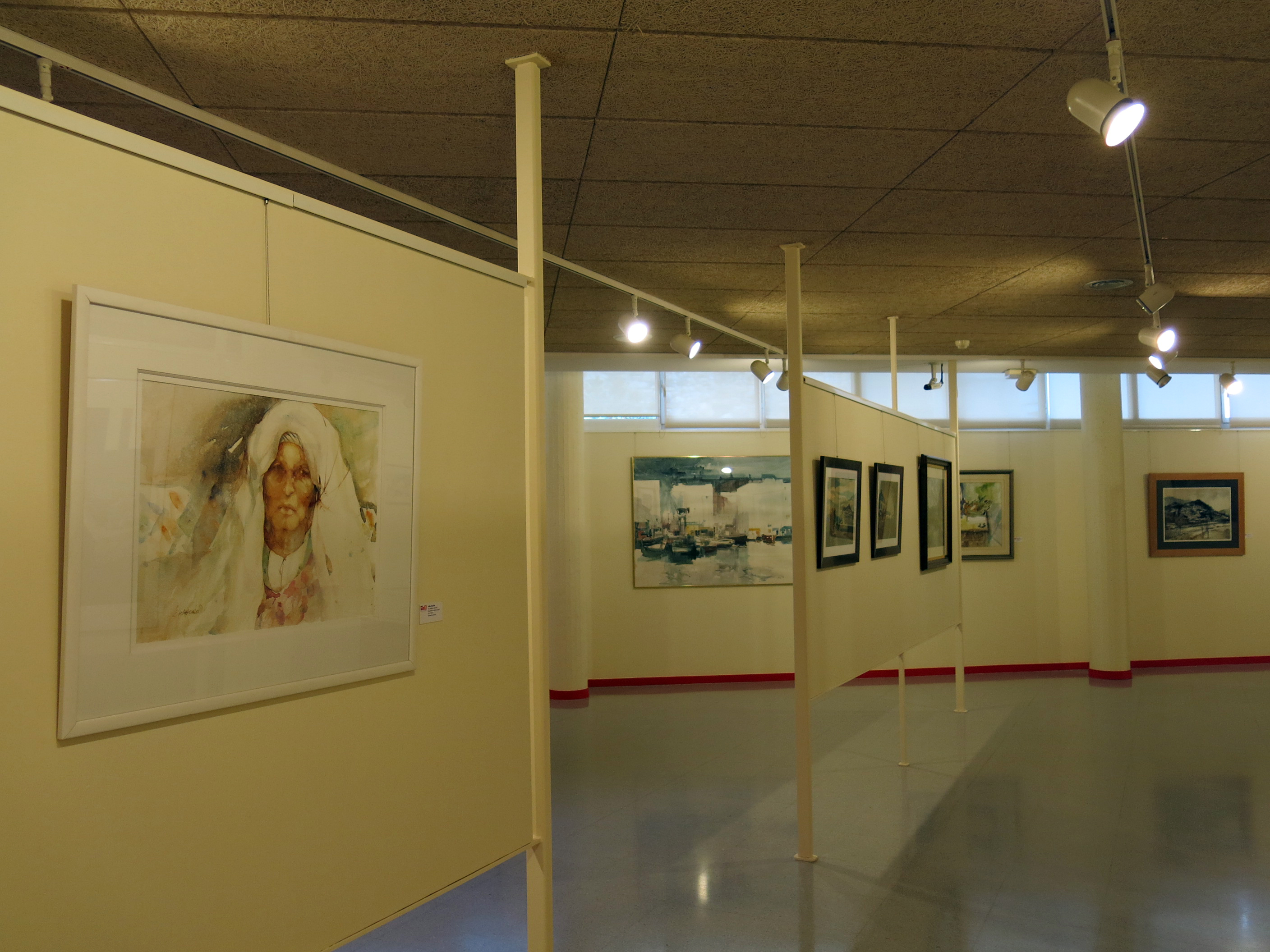
Obres exposades a la sala del museu de Llançà

Josep Maria Martínez Lozano (Barcelona, (Barcelonès), 29 de març de 1923 – Llançà, (Alt Empordà), 7 de juny de 2006) fou un pintor i aquarel·lista català especialitzat en els paisatges i les marines.
S'inicià en el món de la pintura de ben jove, quan de seguida es va sentir atret i encuriosit per aquesta faceta de l'art. Format a Llotja, fou deixeble de Ramon Sanvisens i Joaquim Terruella.
Fou a Figueres, l'any 1946, on coneixeria el mestre Ramon Reig, que fou qui l'inicià en l'aquarel·la i li encomanà la passió per aquesta disciplina artística. Exposà per primera vegada el 1951 a la Sala Gaspar de Barcelona i, posteriorment, ho feu també a Itàlia, França, Anglaterra i Bèlgica.

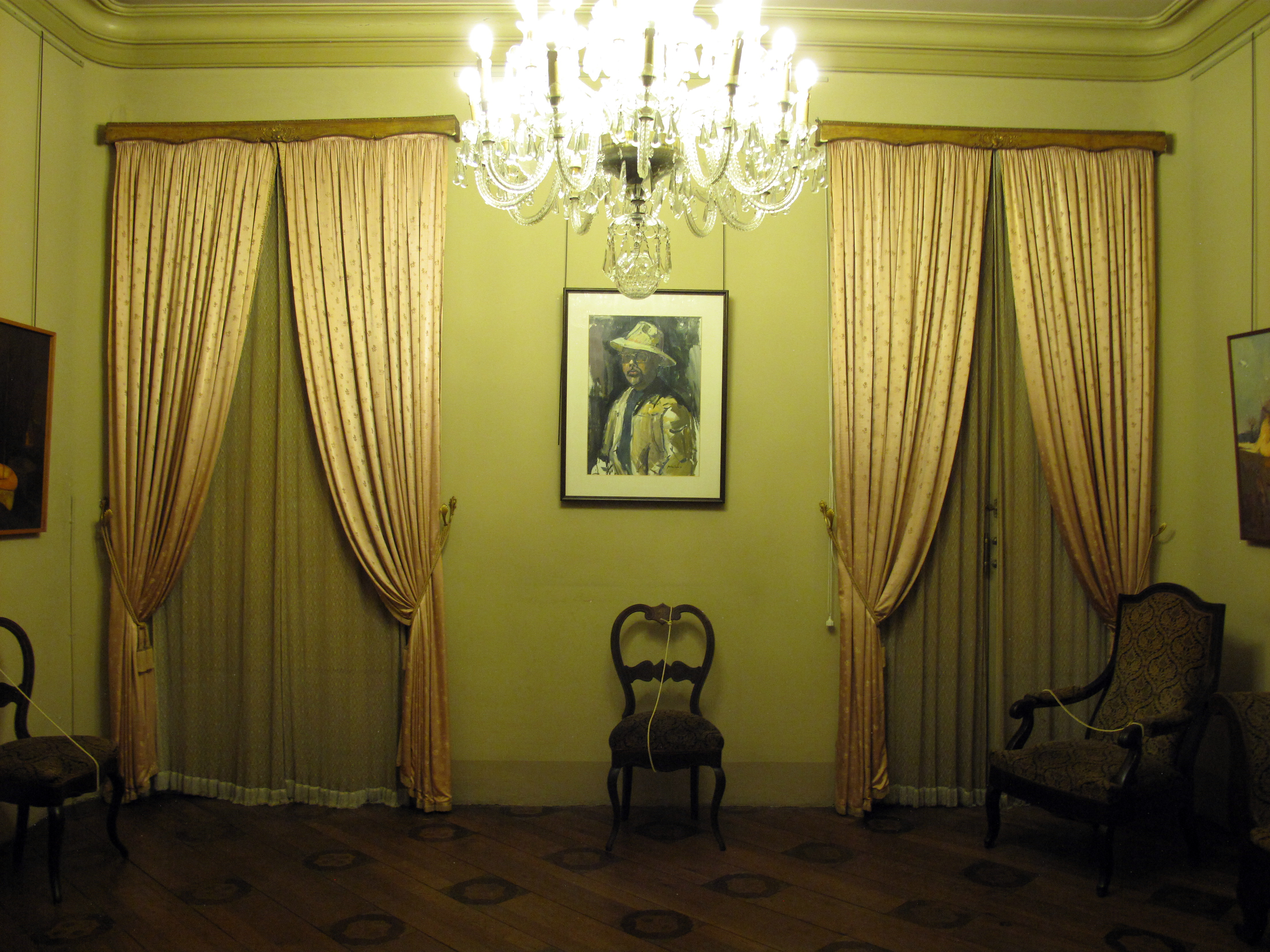
Sala Martínez Lozano de la Casa Alegre de Sagrera de Terrassa

Entre 1955 i 1957 s'establí a Montblanc (Conca de Barberà) on deixà una ingent quantitat de pintura paisatgística de la vila ducal i de la comarca. En aquesta etapa el seu estudi, "el Cau", fou lloc de trobada i reunió de tots els artistes que els estius acudien a pintar per a les Biennals d'Art de Montblanc. Poc abans que acabés el sojorn montblanquí, pintà per al local social del "Casal Montblanquí" un conjunt notable d'olis per decorar la sala del café, activitat que no acabà massa bé la qual cosa motivà que el pintor, disgustat, marxés de Montblanc. L'any 1981, el Museu Arxiu de Montblanc i el Centre d'Estudis de la Conca de Barberà aconseguiren la reconciliació i el pintor retornà a Montblanc, moment en què el Casal Montblanquí li reté un homenatge. L'any 2000 l'ajuntament de Montblanc el declarà Fill Adoptiu.
El 1975 rebé el Premio Nacional de Acuarela. Més endavant, l'any 1989, amb la donació d'un centenar d'aquarel·les, en gran part seves, crea a Llançà el Museu de l'Aquarel·la.
Terrassa, Montblanc i Llançà són tres poblacions on Martínez Lozano establirà els seus estudis i tindran una gran importància en la seva trajectòria personal i artística.
Al llarg de la seva carrera, fou guardonat amb molts premis i distincions, entre els quals cal destacar el seu nomenament com a membre de la Reial Acadèmia Catalana de Belles Arts de Sant Jordi (2004) o com a president honorari de l'Agrupació d'Aquarel·listes de Catalunya.
El gener del 2006, l'Ajuntament de Terrassa el nomenà fill adoptiu de la ciutat en una cerimònia que, sense saber-ho, seria l'últim acte al qual assistiria. El 7 de juny de 2006 va morir a causa d'una malaltia a la seva casa de Llançà, acompanyat per la família.

Imatges relacionades amb Josep M. Martínez Lozano
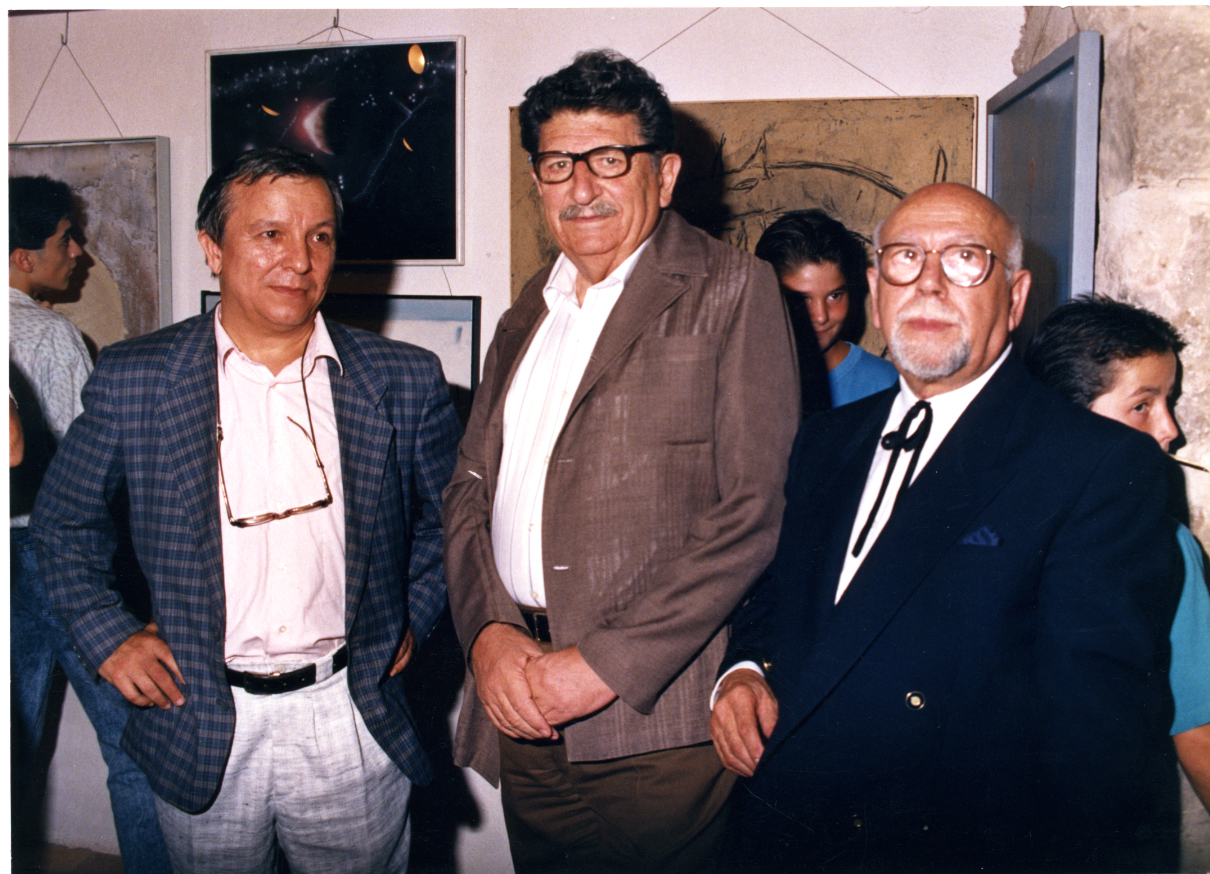
Montblanc (Conca de Barberà). 1984, Inauguració de la VII Biennal d'Art. D'esquerra a dreta: J. Fuguet Sans, Rafael Santos Torroella (membres del jurat) i Josep Martínez Lozano.
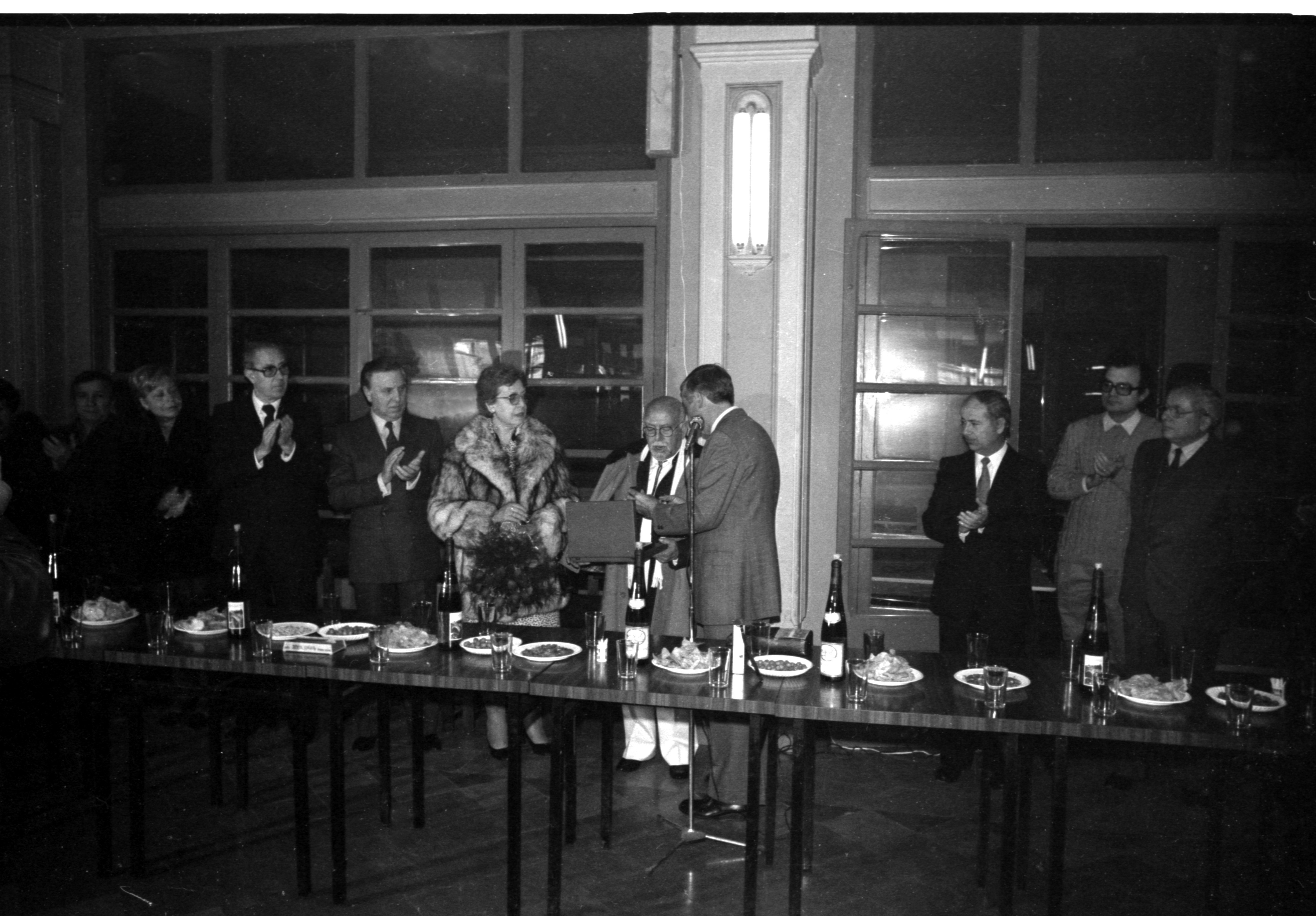
Montblanc, 1981. El Casal Montblanquí ret homenatge al pintor Josep Martínez Lozano.
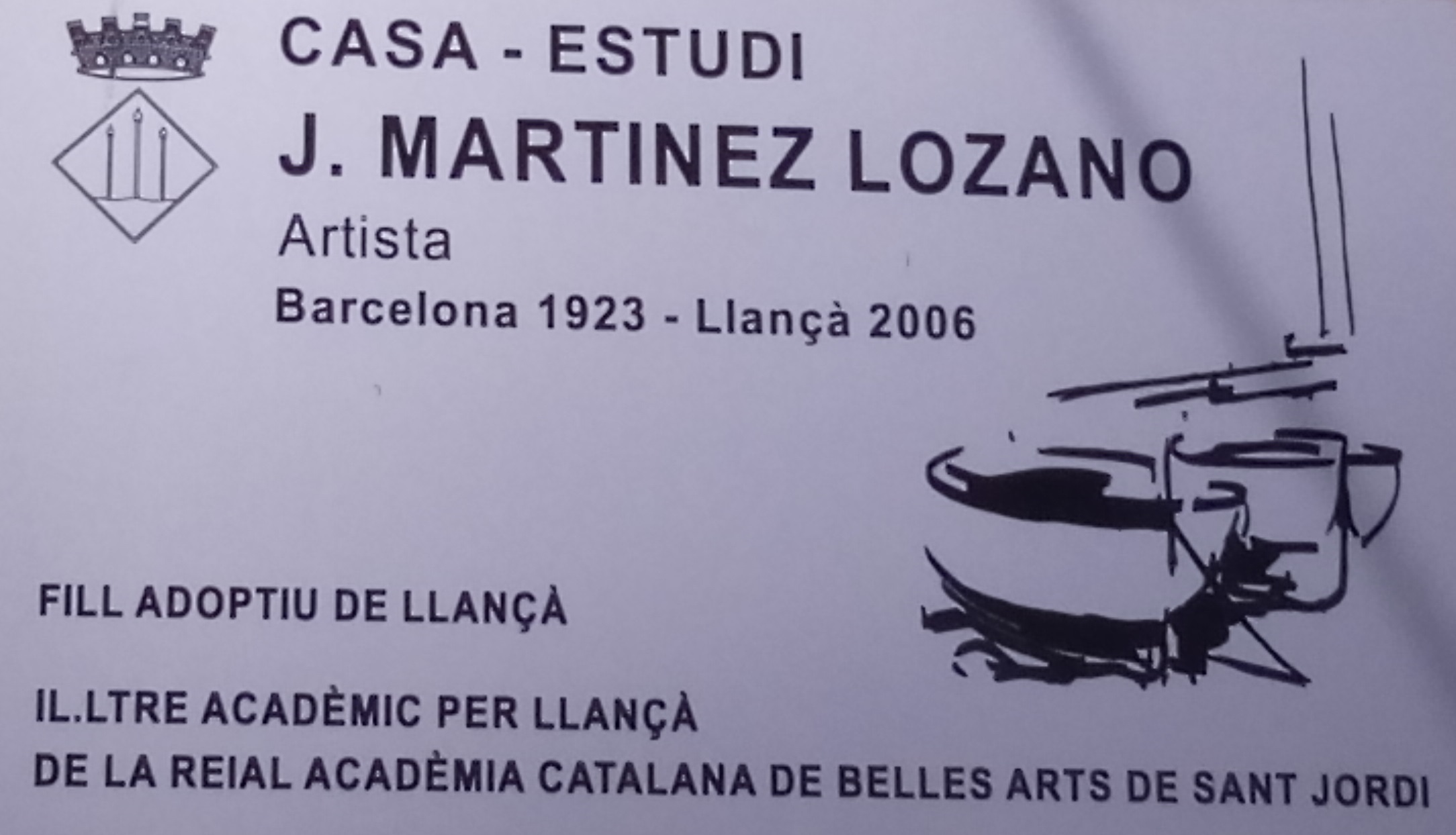
Placa commemorativa de Josep Martínez Lozano al Carrer Pizarro de Llançà, on es troba una de les Cases-Estudi del pintor.
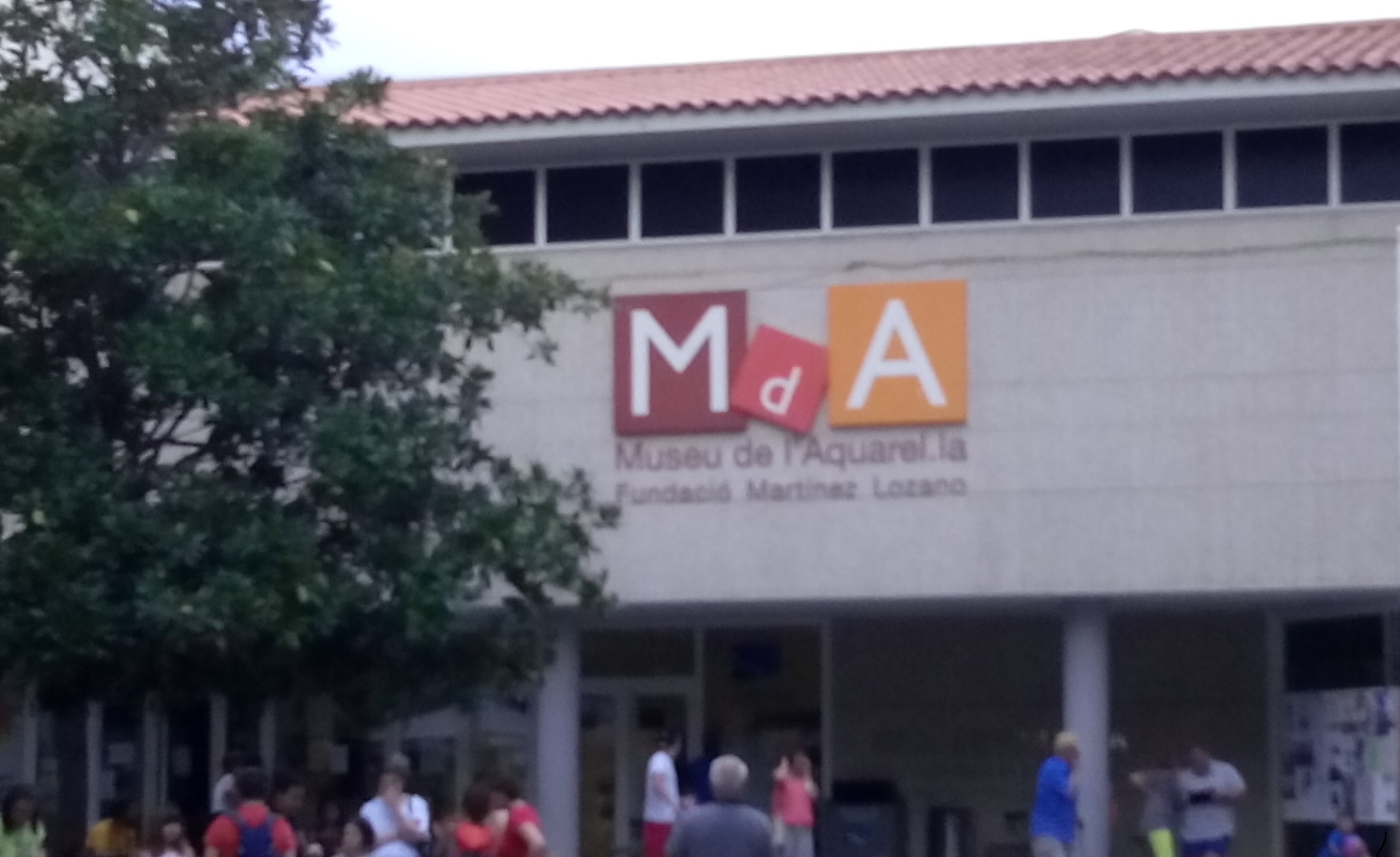
Museu de l'Aquarel·la J. Martínez Lozano a Llançà.